# Formula One Indoor Trophy
Formula One Indoor Trophy, ou Trofeo Indoor Formula One, ou ainda Bologna Sprints, foi um evento organizado de 1988 a 1996, durante o Bologna Motor Show, com carros e pilotos de Fórmula 1.
Desde 1997, o evento foi reservado para os carros de Fórmula 3000, com o nome do Motorshow de Bolonha F3000 Sprint.
A competição ocorria no Circuito de Bolonha, que mixava uma parte indoor, e outra parte outdoor, de rua. A fórmula de disputa era dois a dois e num estilo melhor de três. Quem ganhava ia avançando. O circuito possuia 2 pontos de largada, fazendo com que não houvesse ultrapassagem. Ganhava o piloto que completasse 2 voltas no menor tempo.

## Vencedores
| Ano  | Piloto               | Equipe           | Detalhes |
| ---- | -------------------- | ---------------- | -------- |
| 1988 | Luis Perez-Sala      | Minardi-Ford     | Detalhes |
| 1989 | Luis Perez-Sala      | Minardi-Ford     | Detalhes |
| 1990 | Gianni Morbidelli    | Minardi-Ford     | Detalhes |
| 1991 | Gabriele Tarquini    | Fondmetal-Ford   | Detalhes |
| 1992 | Johnny Herbert       | Lotus-Judd       | Detalhes |
| 1993 | Rubens Barrichello   | Jordan-Hart      | Detalhes |
| 1994 | Não teve             | Não teve         | Não teve |
| 1995 | Luca Badoer          | Minardi-Ford     | Detalhes |
| 1996 | Giancarlo Fisichella | Benetton-Renault | Detalhes |